# Liv Kari Eskeland

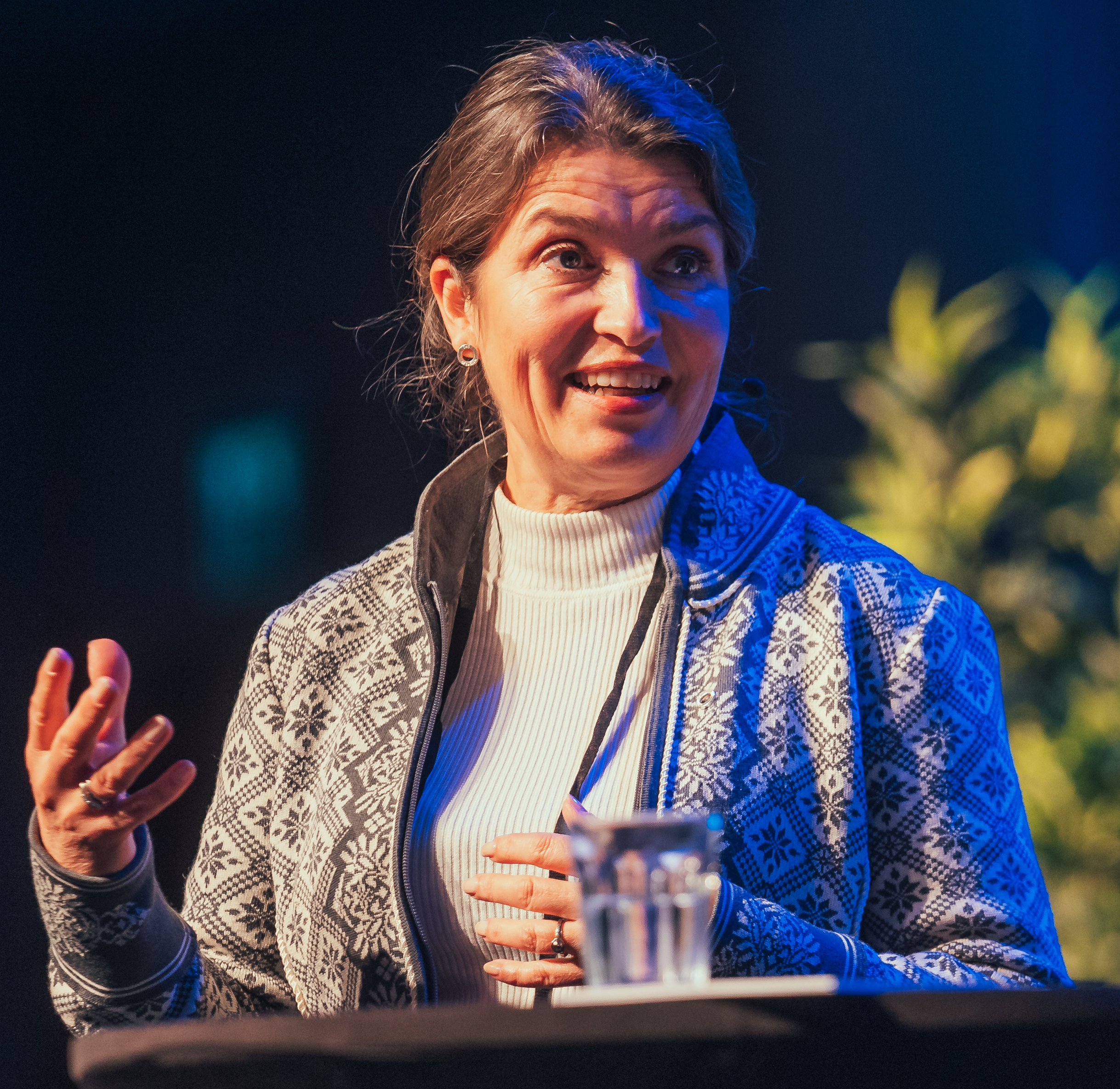
Liv Kari Eskeland, 2022

Liv Kari Eskeland (* 21. Mai 1965 in Trondheim) ist eine norwegische Politikerin der konservativen Partei Høyre. Seit 2017 ist sie Abgeordnete im Storting.

## Leben
Von 1984 bis 1985 besuchte Eskeland die Lehrerhochschule in Volda. Anschließend studierte sie bis 1990 Architektur an der Technisch-Naturwissenschaftlichen Universität Norwegens (NTNU). Sie arbeitete danach bis 2007 in verschiedenen Unternehmen, bevor sie im Jahr 2007 Bürgermeisterin der Gemeinde Stord wurde. Sie blieb bis 2015 im Amt und saß danach zwei weitere Jahre im Kommunalparlament. Nach ihrer Amtszeit als Bürgermeisterin wurde sie Projektleiterin für den Aufbau eines neuen Forschungs- und Entwicklungszentrum für das Unternehmen Unitech. In den Jahren 2012 bis 2016 stand sie der Høyre-Partei in der damaligen Provinz Hordaland vor.
Eskeland gelang es bei den Parlamentswahlen 2009, 2013 und 2017 jeweils nicht, direkt in das norwegische Nationalparlament Storting einzuziehen. Sie wurde stattdessen Vararepresentantin, also Ersatzabgeordnete, für den Wahlkreis Hordaland. Nach der Wahl 2017 wurde sie erste Vararepresentantin der Høyre in Hordaland und Eskeland vertritt als solche die Staatsministerin Erna Solberg, die als Mitglied der Regierung ihr Mandat ruhen lassen muss. Eskeland wurde Mitglied im Energie- und Umweltausschuss.
Bei der Wahl 2021 zog Eskeland schließlich erstmals direkt ins Storting ein. Sie wurde im Anschluss Teil des Transport- und Kommunikationsausschusses.